# Shure
Pour les articles homonymes, voir Shure (homonymie).

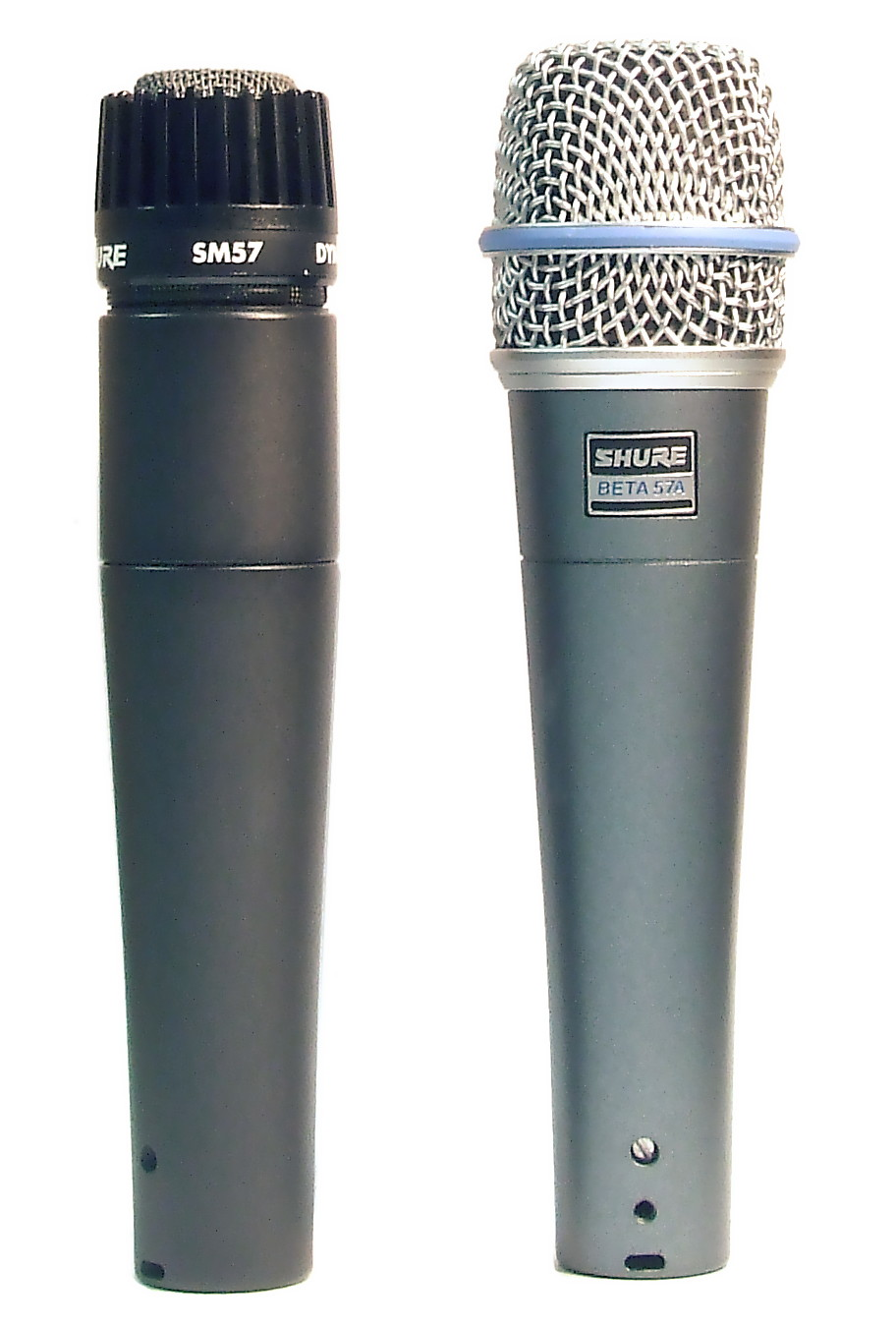
Les microphones Shure SM57 et Beta57, destinés à la sonorisation ou à l'enregistrement d'instruments acoustiques.

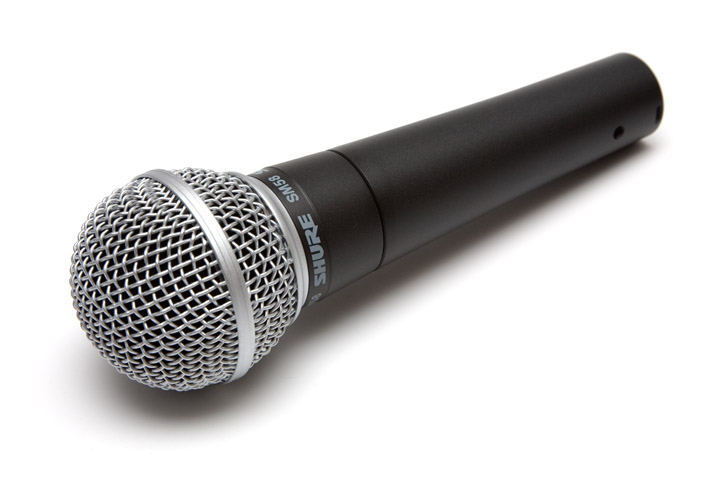
Le SM58, modèle destiné à la sonorisation ou l'enregistrement en direct des voix.

La société Shure Inc. est basée dans le village de Niles, dans l'Illinois aux États-Unis, elle a été fondée en 1925 par Sidney N. Shure. À l'origine, la compagnie distribuait des pièces de radios jusqu'en 1931 où elle s'est mise à fabriquer des microphones. Les microphones Shure sont une marque couramment utilisée, comme les microphones de marque Sennheiser. Ils ont pris de l'importance avec les modèles SM57 et SM58 utilisés pour la prise de son d'instruments et de voix en direct.
La cellule de platine M44-7 fabriquée par cette entreprise est utilisée par de nombreux DJs pratiquant le turntablism.

## Chanteurs utilisant des micros Shure
- Alice Cooper
- Axl Rose (Guns n' Roses)
- Joey Tempest (Europe)
- Bruce Dickinson (Iron Maiden)
- Rob Halford (Judas Priest)
- Brian Johnson (AC/DC)
- Bob Catley (Magnum)
- Ozzy Osbourne (Black Sabbath)
- Sharon den Adel (Within Temptation)
- Joseph Duplantier (Gojira)[4]
- Ronnie Canizaro, Joe Buras (Born of Osiris)[5]
- Beth Ditto (Gossip)
- Till Lindemann (Rammstein)
- King Diamond
- Johnny Hallyday "(Jusqu'en 1995)"
- Mylène Farmer
- Tobias Sammet (Edguy)
- Lauren Harris
- Floor Jansen (Nightwish)
- Anders Fridén (In Flames)
- Björk
- Gene Simmons (Kiss)
- Lee Aaron
- Juzzie Smith
- Vince Neil (Mötley Crüe)